# Gouvernement Brazauskas I
 (septembre 2023).
Si vous disposez d'ouvrages ou d'articles de référence ou si vous connaissez des sites web de qualité traitant du thème abordé ici, merci de compléter l'article en donnant les références utiles à sa vérifiabilité et en les liant à la section « Notes et références ».
République de Lituanie
Gouvernement Paksas II Gouvernement Brazauskas II
Le gouvernement Brazauskas I (Dvyliktoji Vyriausybė) était le douzième gouvernement de la République de Lituanie depuis l'indépendance de 1990, en fonction du 4 juillet 2001 au 15 décembre 2004. Il était dirigé par le social-démocrate Algirdas Brazauskas.

## Coalition
Il était soutenu par une alliance réunissant le Parti social-démocrate lituanien (LSDP) et la Nouvelle union (sociaux-libéraux) (NS), qui disposait de 79 députés sur 141 au Seimas.
Il a succédé au gouvernement Paksas II, dirigé par l'Union libérale de Lituanie, et cédé la place au gouvernement Brazauskas II.

## Composition
| Fonction                                      | Titulaire | Titulaire                                                              | Parti |
| --------------------------------------------- | --------- | ---------------------------------------------------------------------- | ----- |
| Premier ministre                              |           | Algirdas Brazauskas                                                    | LSDP  |
| Ministre de l'Environnement                   |           | Arūnas Kundrotas                                                       | LSDP  |
| Ministre des Finances                         |           | Dalia Grybauskaitė (jusqu'au 04/05/2004)                               | Sans  |
| Ministre des Finances                         |           | Algirdas Butkevičius                                                   | LSDP  |
| Ministre de la Défense nationale              |           | Linas Linkevičius                                                      | LSDP  |
| Ministre de la Culture                        |           | Roma Dovydėnienė                                                       | LSDP  |
| Ministre de la Sécurité sociale et du Travail |           | Vilija Blinkevičiūtė                                                   | NS    |
| Ministre des Transports                       |           | Zigmantas Balčytis                                                     | LSDP  |
| Ministre de la Santé                          |           | Romualdas Dobrovolskis (jusqu'au 10/03/2003)                           | NS    |
| Ministre de la Santé                          |           | Juozas Olekas                                                          | LSDP  |
| Ministre de l'Éducation et de la Science      |           | Algirdas Monkevičius                                                   | NS    |
| Ministre de la Justice                        |           | Vytautas Markevičius                                                   | Sans  |
| Ministre des Affaires étrangères              |           | Antanas Valionis                                                       | NS    |
| Ministre de l'Économie                        |           | Petras Čėsna                                                           | LSDP  |
| Ministre de l'Intérieur                       |           | Juozas Bernatonis (jusqu'au 13/05/2003) Virgilijus Vladislovas Bulovas | LSDP  |
| Ministre de l'Agriculture                     |           | Kęstutis Kristinaitis (jusqu'au 03/01/2001)                            | Sans  |
| Ministre de l'Agriculture                     |           | Jeronimas Kraujelis                                                    | NS    |